# مارتینش روبنیس
مارتینش روبنیس (لتونیایی: Mārtiņš Rubenis؛ زادهٔ ۲۶ سپتامبر ۱۹۷۸) لژسوار اهل لتونی بود.
وی در مسابقات کشوری و بین‌المللی در مجموع برندهٔ ۲ مدال طلا، ۳ مدال نقره، ۴ مدال برنز شده‌است.